# 米亚克多布罗什
米亚克多布罗什（法語：Milhac-d'Auberoche，法語發音：[mijak dobʁɔʃ]）是法国多尔多涅省的一个旧市镇，位于该省中部偏东，属于佩里格区。2017年1月1日，米亚克多布罗什和相邻的另外5个市镇合并为新市镇巴西亚克和欧布罗什（Bassillac et Auberoche）。

## 地理
米亚克多布罗什（45°6'38"N, 0°54'55"E）面积17.5 平方千米，位于法国新阿基坦大区多爾多涅省，该省份为法国西南部内陆省份，是法國本土面积第三大的省，大致对应佩里戈尔地区，北起顺时针与夏朗德省、上维埃纳省、科雷兹省、洛特省、洛特-加龙省、吉倫特省和滨海夏朗德省接壤。
与米亚克多布罗什接壤的市镇（或旧市镇、城区）包括：圣安托万多布罗什、布利斯和博恩。

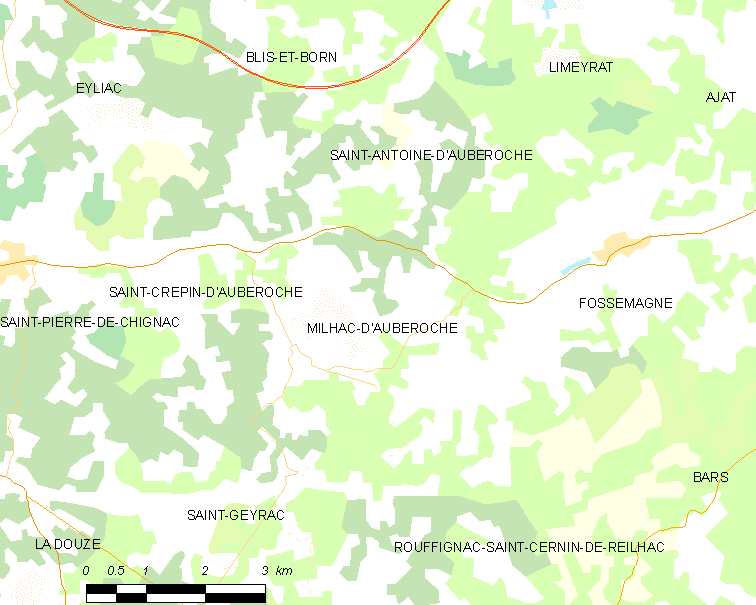
米亚克多布罗什的OSM定位图

米亚克多布罗什的时区为UTC+01:00、UTC+02:00（夏令时）。

## 行政
米亚克多布罗什的邮政编码为24330，INSEE市镇编码为24270。

## 政治
米亚克多布罗什所属的省级选区为上黑色佩里戈尔县。

## 人口

1962-2008年间米亚克多布罗什人口变化图示

米亚克多布罗什于2018年1月1日时的人口数量为564人。